# Ada (władczyni Karii)
Ada – siostra i żona Idrieusa satrapy Karii; po jego śmierci została samodzielnym satrapą Karii w latach 344 a 340 p.n.e. Ada była córką Hekatomnusa założyciela karyjskiej dynastii Hakatomnidów, siostrą Mauzolosa i Artemizji.